# Ernie Lennie
Ernie Lennie (* 20. Dezember 1953 in Aklavik) ist ein ehemaliger kanadischer Skilangläufer.
Lennie, der für den Inuvik Ski Club startete, kam bei den Nordischen Skiweltmeisterschaften 1974 in Falun auf den 71. Platz über 15 km, auf den 58. Rang über 30 km und auf den 40. Platz über 50 km. Zwei Jahre später belegte er in Innsbruck bei seiner einzigen Teilnahme an Olympischen Winterspielen den 67. Platz über 15 km, den 41. Rang über 50 km und zusammen mit Bert Bullock, Edward Day und Hans Skinstad den 12. Platz in der Staffel.